# کری کون
کری الکساندرا کون (انگلیسی: Carrie Alexandra Coon؛ زادهٔ ۲۴ ژانویهٔ ۱۹۸۱) یک هنرپیشه اهل ایالات متحده آمریکا است. وی از سال ۲۰۰۶ میلادی تا کنون مشغول فعالیت بوده‌است. در تلویزیون او بیشتر برای ایفای نقش شخصیت نورا دِرست در مجموعه تلویزیونی فراطبیعی درام بازماندگان (۲۰۱۴-۲۰۱۷) شبکهٔ اچ‌بی‌او، و همچنین گلوریا بورگل در فصل سوم از سریال آنتولوژی فارگو (۲۰۱۷) شناخته شده‌است.
این هنرپیشه در سال ۲۰۱۲ برای بازی در نمایش‌نامهٔ چه کسی از ویرجینیا وولف می‌ترسد؟ نامزدِ دریافت جایزه تونی شد. از فیلم‌هایی که وی در آن نقش داشته‌است می‌توان به دختر گمشده (۲۰۱۴)، پست (۲۰۱۷)، بیوه‌ها (۲۰۱۸)، انتقام‌جویان: جنگ ابدیت (۲۰۱۸)، و لانه (۲۰۲۰) اشاره کرد.

## بخشی از فیلم‌شناسی

### فیلم
| سال  | عنوان                          | نقش                        | توضیحات    |
| ---- | ------------------------------ | -------------------------- | ---------- |
| ۲۰۱۲ | یک در میلیون                   | بیکس                       | فیلم کوتاه |
| ۲۰۱۴ | دختر گمشده                     | مارگو دان                  |            |
| ۲۰۱۶ | آب و هوای عجیب                 | بایرد                      |            |
| ۲۰۱۷ | انتخاب عالی                    | جِن                         | فیلم کوتاه |
| ۲۰۱۷ | نگه‌داشتن ساعت‌ها                | الیزابت                    |            |
| ۲۰۱۷ | Izzy Gets the F*ck Across Town | ویرجینیا                   |            |
| ۲۰۱۷ | پُست                            | مگ گرین‌فیلد                |            |
| ۲۰۱۸ | میراث یک شکارچی گوزن سفید      | لیندا فرگوسن               |            |
| ۲۰۱۸ | انتقام‌جویان: جنگ ابدیت         | پروکسیما میدنایت           |            |
| ۲۰۱۸ | کین                            | مورگان هانتر               |            |
| ۲۰۱۸ | بیوه‌ها                         | آماندا نان                 |            |
| ۲۰۱۹ | انتقام‌جویان: پایان بازی        | پروکسیما میدنایت (صداپیشه) |            |
| ۲۰۲۰ | لانه                           | آلیسون اوهارا              |            |
| ۲۰۲۱ | شکارچیان روح: افترلایف         | کالی اسپنگلر               |            |
| ۲۰۲۲ | جانی بوستون                    | جین کول                    | اکران شده  |

### تلویزیون
| سال       | عنوان                           | نقش                      | توضیحات                            |
| --------- | ------------------------------- | ------------------------ | ---------------------------------- |
| ۲۰۱۱      | کلاب پلی‌بوی                     | دوریس هال                | قسمت: "An Act of Simple Duplicity" |
| ۲۰۱۳      | نظم و قانون: واحد قربانیان ویژه | تالیا بلین               | قسمت: "Girl Dishonored"            |
| ۲۰۱۳      | آیرونساید                       | راچل رایان               | قسمت: "خلبان"                      |
| ۲۰۱۴      | هوش                             | لوان ویک                 | قسمت: "Patient Zero"               |
| ۲۰۱۴–۲۰۱۷ | بازماندگان                      | نورا دورست               | نقش اصلی                           |
| ۲۰۱۷      | فارگو                           | گلوریا بورگل             | نقش اصلی (فصل ۳)                   |
| ۲۰۱۸      | گناهکار                         | ورا والکر                | نقش اصلی (فصل ۲)                   |
| ۲۰۲۱      | چه می‌شود اگر...؟                | صداپیشه پروکسیما میدنایت | یک قسمت                            |